# Mi-17直昇機
Mi-17直昇機是苏联米爾設計局所设计的多用途直升機，它是自Mi-8直升機的設計改良。北約代號為“河馬-H”（Hip-H），Mi-17於1981年的柏林航空展上首次公開。

## 设计

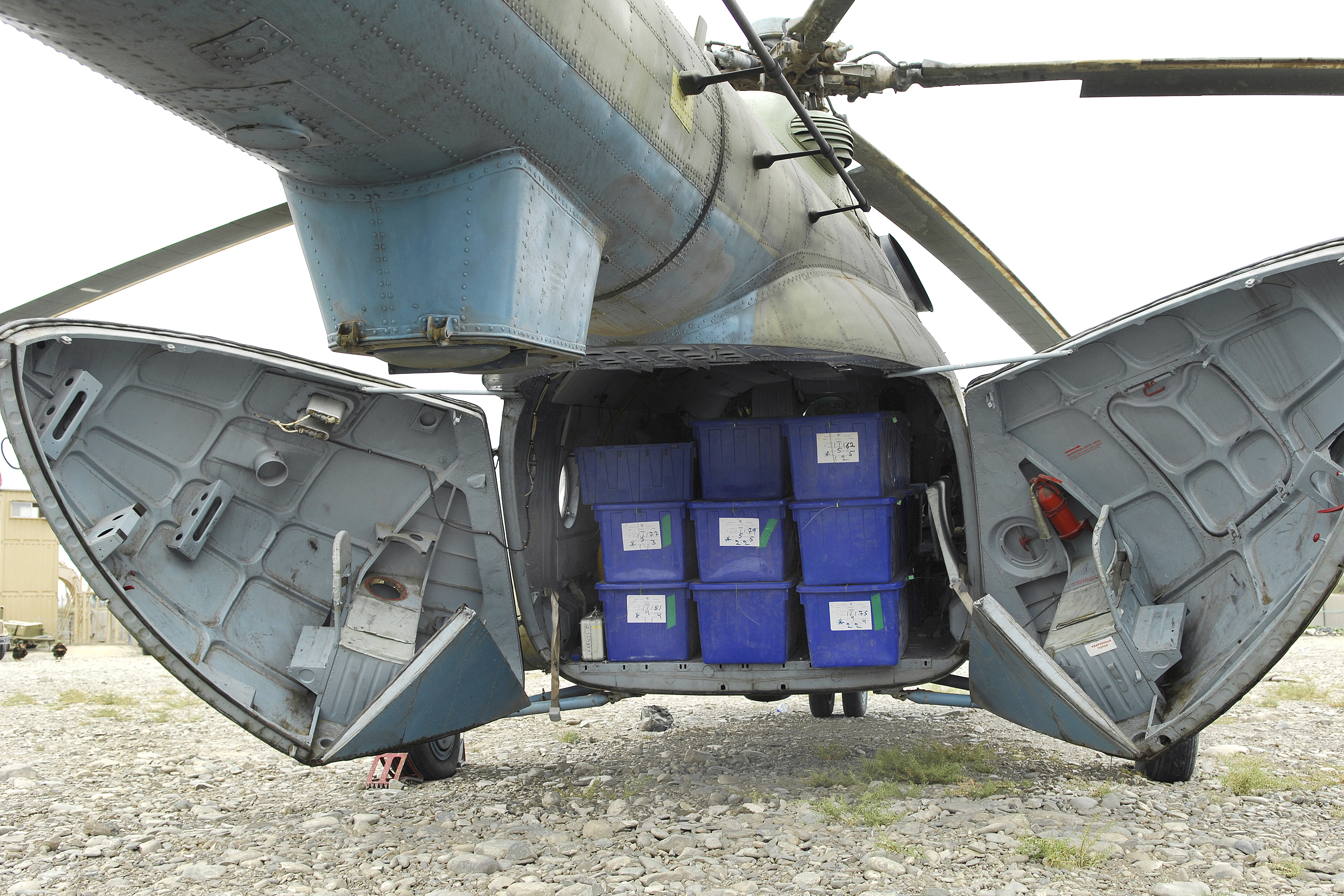
Mi-17的機尾門

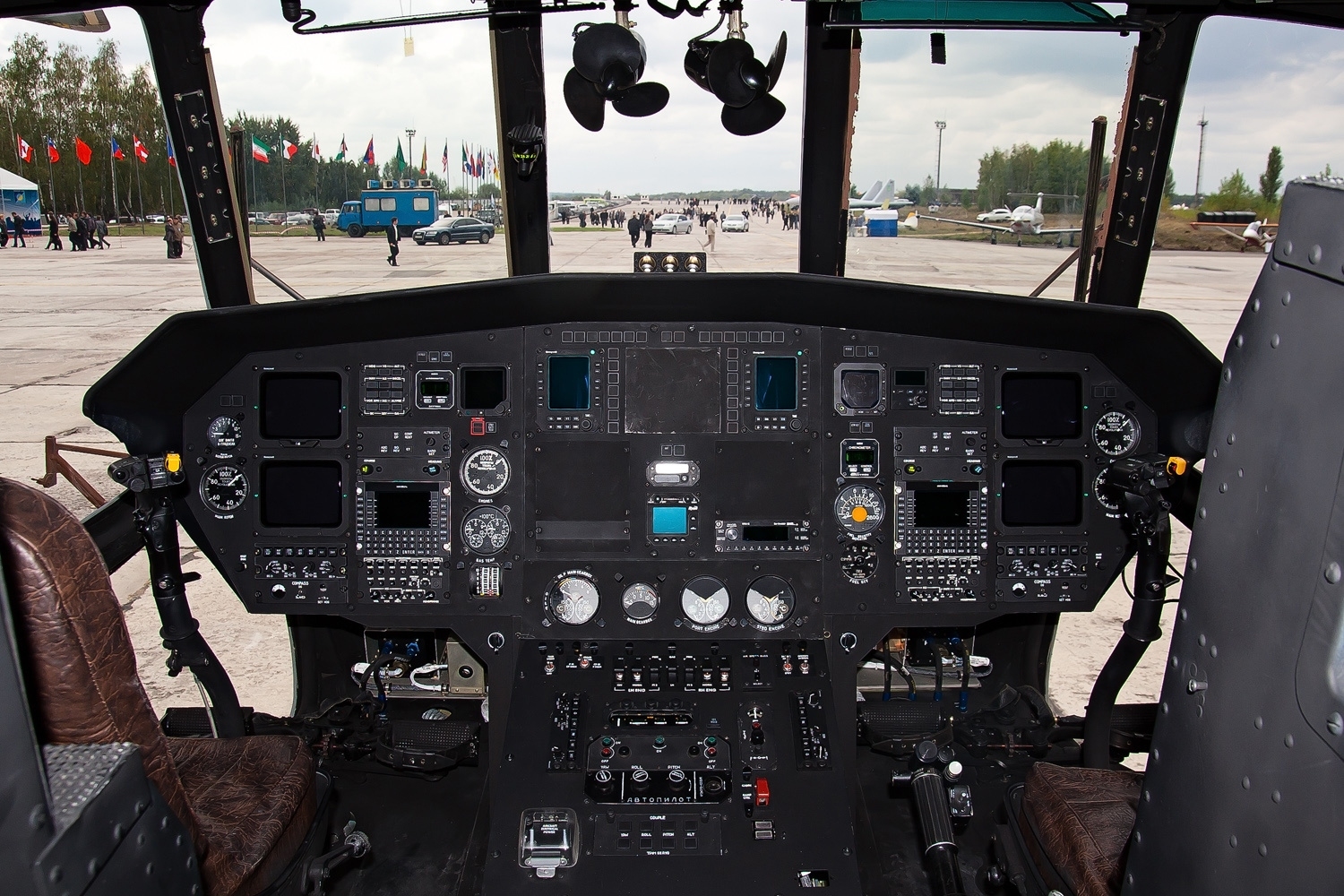
Mi-17的儀表

1964年，米爾設計局進行Mi-8改良型的開發，代號Mi-8M。Mi-8M型則是從原先研發的高速型直升機Mi-8S的架構改良，更換動力更強勁的渦輪軸發動機。由於蘇聯軍方要求改良型機要能搭載40個人或4噸物資，因此米爾設計局延長了飛機貨艙區。1967年11月，蘇聯中央政治局同意投資開發新型直升機，代號MVZ，動力來源決定採用1960年代末期完成的新型渦輪軸發動機TV3-117。
1971年，蘇聯中央空氣流體動力學研究院審核同意了Mi-8M氣動力構型修改，与米-8基本型相比，米-17換裝了为米-14研发的馬力更大的克里莫夫 TV3-117MT涡轴发动机（1,874匹馬力）、旋翼、传动装置。兩部發動機的輸出動力是同步的，若有其一部發動機的輸出減少，另一部會自動補償，若是完全失去輸出動力，另一部會自動輸出至應急的2,230匹馬力。改进了燃油箱，更新了航電設備。米-17的外表和Mi-8最大的分別是把尾螺旋槳移至左側，在發動機進氣口加装濾砂器，发动机比Mi-8的TV2更短，不再延长到驾驶舱头顶。
高海拔与炎热气候（如在阿富汗）使用的直升机换装了 Isotov TV3-117VM发动机，达到2070轴马力。出口给某些国家用于高原使用的型号换装了克里莫夫TV3-117发动机的VK-2500版本，带有全权数字发动机控制。

## 數據

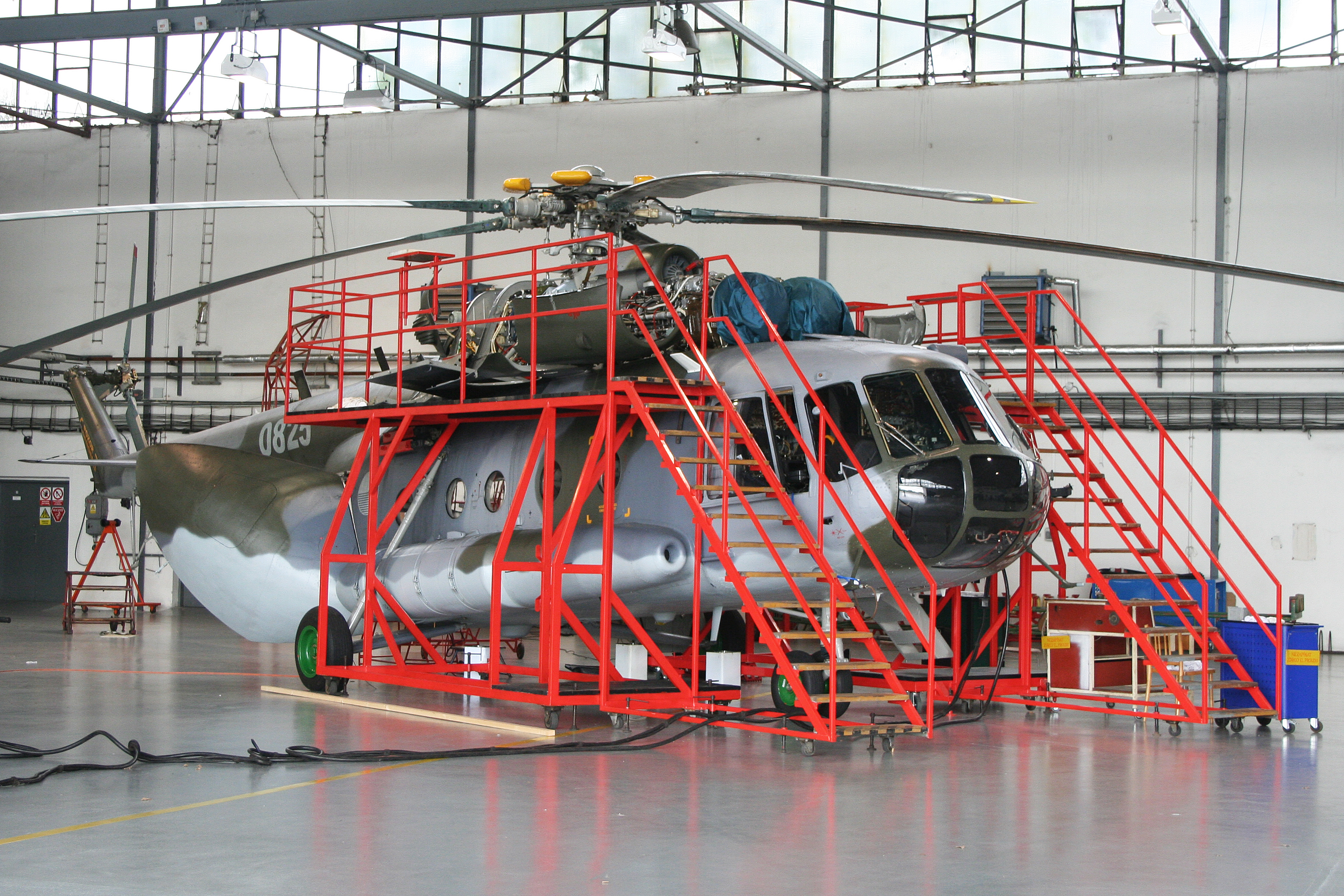
維修棚中的MI-17

| - 長度:18.42米 - 旋翼直徑:21.3米 - 高度:5.34米 - 空重:7,200公斤 - 載重:4,000公斤 - 最大起飛重量:13,000公斤 - 正常起飛重量:11,100公斤 | - 最大速度:250公里/小時 - 巡航速度:230公里/小時 - 最大升限:5,000米 - 最大航程:500公里 - 發動機:兩部TV3-117渦輪發動機 - 功率:1,874匹馬力 - 乘員:正副駕駛和工程師+24名乘客 |

## 衍生型

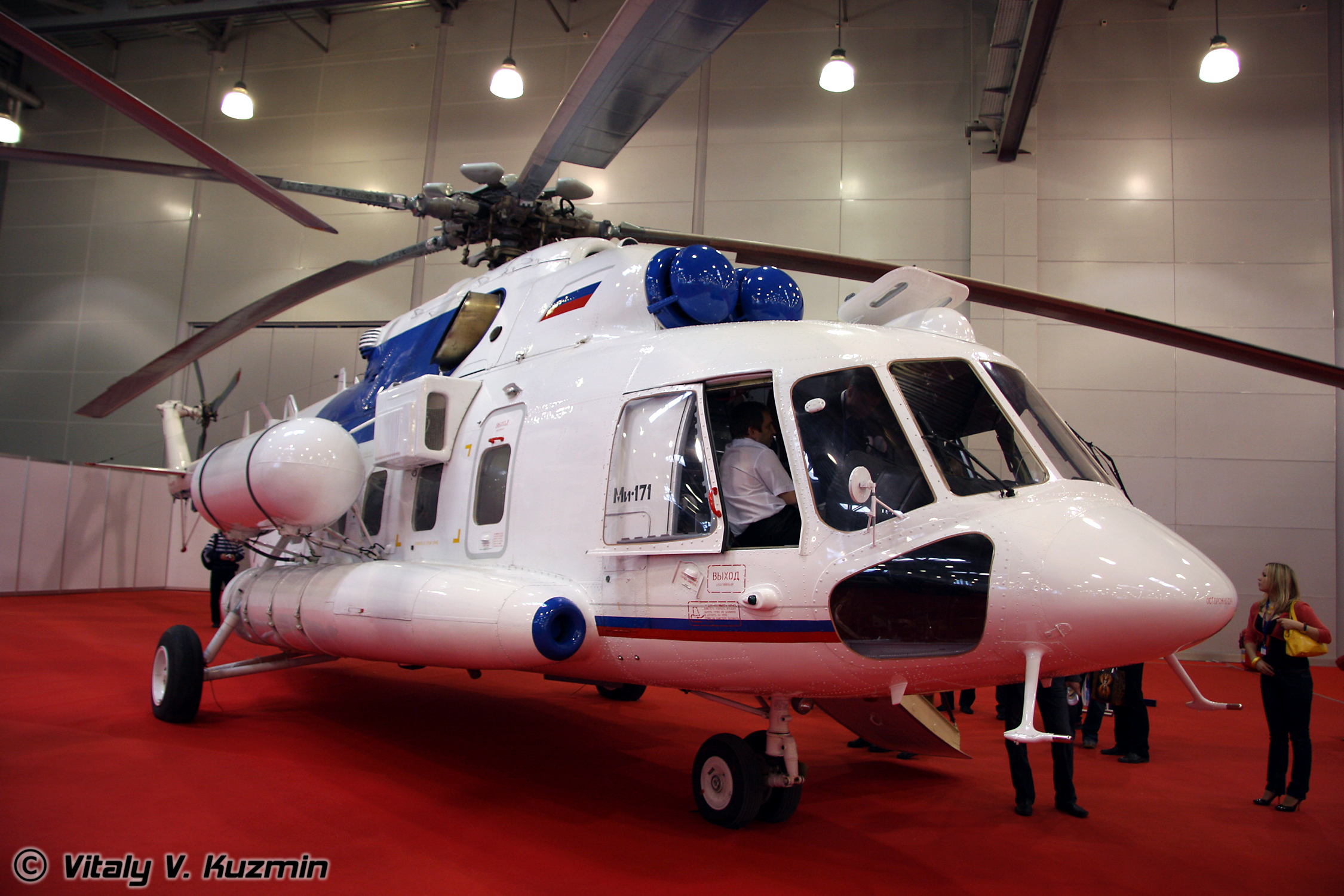
2010年民用版

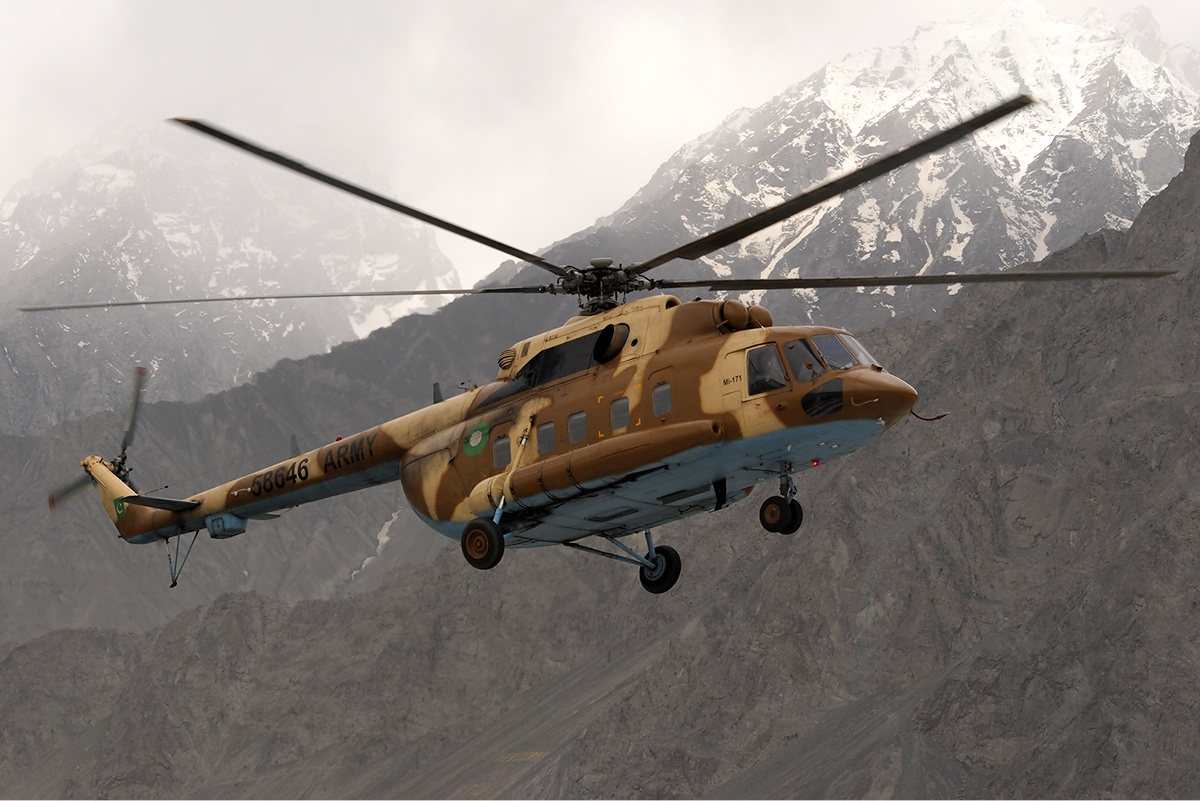
巴基斯坦Mi-17-1V

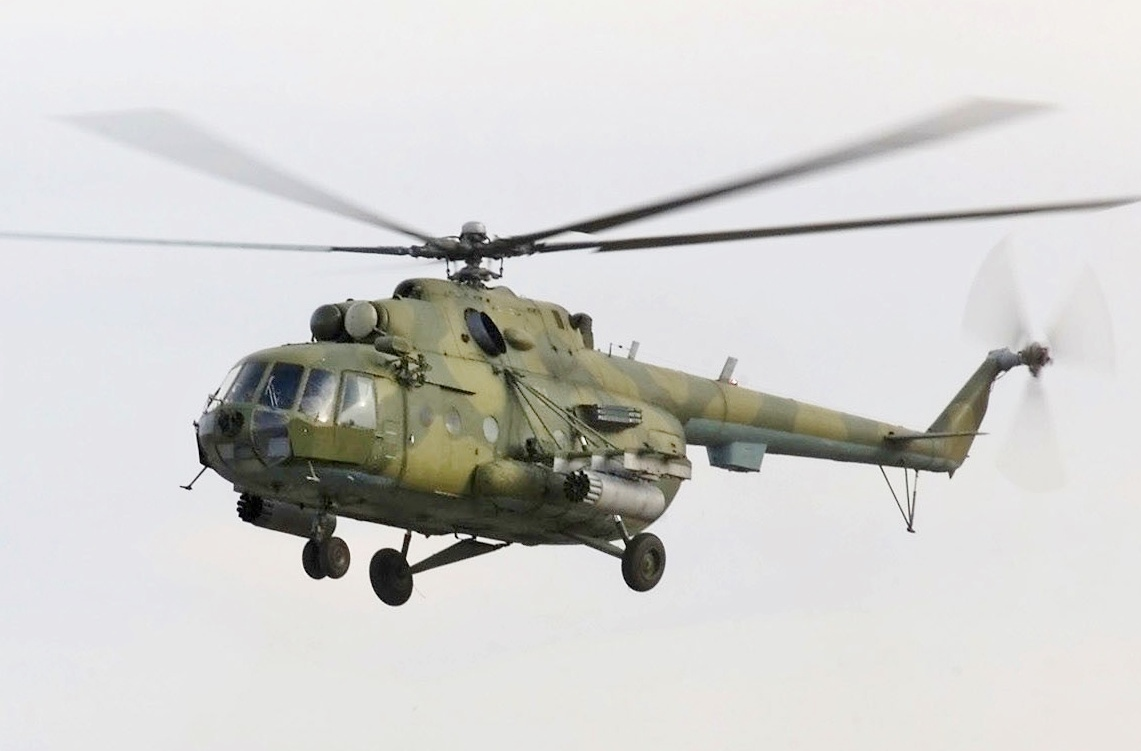
哈薩克空軍的Mi-17

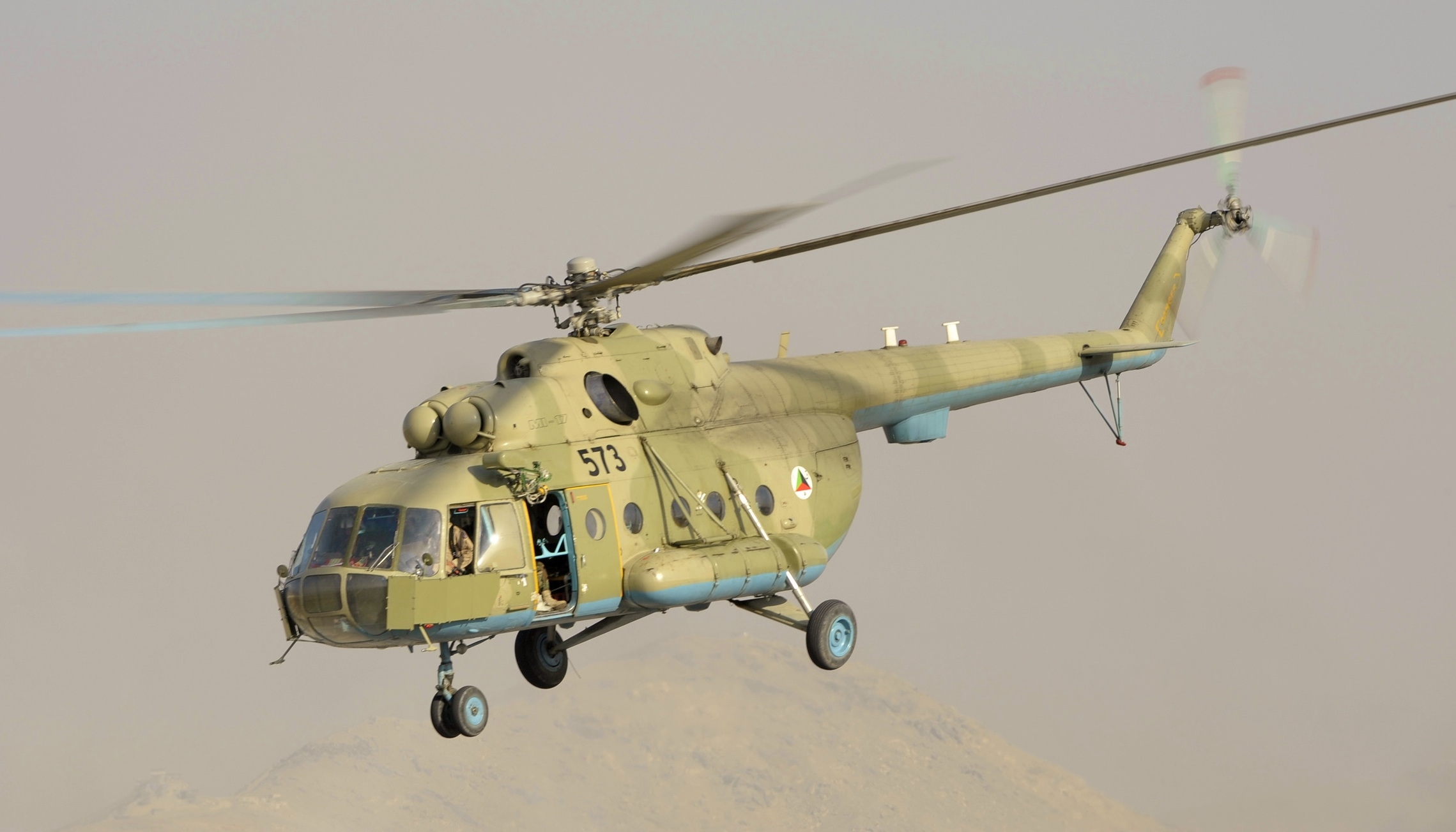
阿富汗空軍的Mi-17

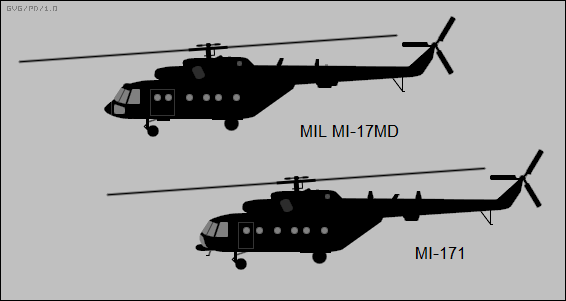
Mi-171和Mi-17的分別

米-17
米-17直升机的原始版本，即Mi-8MT的出口版本。
米-17-1M
适合高空行动的版本
米-17-1V
武装版本，米-8MTV-1直升机的出口版本
米-17-1VA
空中救护站版本
米-17V
米-8MTV的出口型，为高海拔版本，换装了两台 TV3-117VM高海拔发动机，最大高度6000米。
米-17V-1
米-8MTV-1直升机的出口版本。装雷达的民用型号。
米-17V-2
米-8MTV-2直升机的出口版本。是米-8MTV-1的改进型号，容纳30人。
米-17V-3
米-8MTV-3直升机的出口版本。是米-8MTV-2发展的军用型号
米-17V-5
米-8MTV-5的出口版本。军用运输型号。跳板式尾舱门替代了蚌壳式尾舱门。海豚式机头容纳雷达。2012年开始交付俄空军。
米-17M
米-17MD
米-17KF
米-17N
米-8MTKO直升机的出口版本，夜战型号。
米-17P
出口版本，客运型号。
米-17PG
米-8MTG直升机的出口版本
米-17PI
米-8MTI的出口版本
米-17PP
米-8MTPB的出口版本
米-17S
供VIP使用的版本
米-17AE
出口给波兰使用的一种版本
米-17 LPZS
供斯洛伐克使用的一种版本
米-17Z-2 “Přehrada”
供捷克使用的一种版本
米-18
对米-8和米-17进行修改后的一种版本
米-19
直升机机载指挥所版本
米-19R
直升机机载指挥所版本
米-171
米-8AMT的出口版本，乌兰乌德生产。
米-171C
中华人民共和国四川蓝天直升机有限公司自行生产的米-171直升机的版本
米-171Sh
米-8AMTSh直升机的出口版本。陆军突击型号。
米-172
根据米-8MTV-3发展出来的民用版本

## 使用者
| - 苏联 - 俄羅斯 - 乌克兰 | - 印度 - 巴基斯坦 - 中华人民共和国 - 埃及 - 阿富汗 | - 墨西哥 - 捷克 - 斯洛伐克 - 羅馬尼亞 - 斯里蘭卡 | - 柬埔寨 - 波蘭 - 越南 - 马来西亚 | - 泰國 - 印度尼西亞 - 伊拉克 - 叙利亚 - 土耳其 | - 阿根廷 - 古巴 - 安哥拉 - 南斯拉夫(前使用國) - 塞爾維亞 | - (前使用國，已轉讓予烏克蘭以支援俄烏戰爭) - 北馬其頓 - 美国 - 日本奧姆真理教 |

## 參閲
- Mi-8直昇機
- Mi-14直昇機
- Mi-171直昇機
- 超級黃蜂式直升機
- 威塞克斯式直昇機
- UH-60黑鷹直升機

## 外部連結
- （繁體中文） 米-8 / 米-17 “河马”直升机
- （繁體中文） Mi-17